# Ion Dragalina tábornok híd
A Ion Dragalina tábornok híd (románul: Podul General Ion Dragalina, korábban Podul Ștefan cel Mare, ill. Horgony híd, Aranyhorgony híd) közúti híd Temesváron, a Béga-csatorna felett. A város nyugati részén, a Józsefvárosban található; a Ion Dragalina tábornok sugárutat (Bulevardul General Ion Dragalina) vezeti át a csatorna felett, melyen villamos is közlekedik. Nevét a sugárútról, közvetve pedig Ion Dragalina első világháborús román tábornokról kapta.

## Történelem
Ezen a helyen a józsefvárosi vasútállomás létrejötte után először fahidat építettek. Ezt a józsefvárosi gyárak kiépülésével 1871-ben teherbíróbb vashíd váltotta, melynek magassága lehetővé tette a Béga-csatornán közlekedő bárkák áthaladását.
Utóbbit 1891-ben egy Tott Róbert (a számos kelet- és közép-európai hídhoz, köztük a Bánság legtöbb és Erdély sok fémhídjához fémelemeket szállító resicabányai üzemek hídműhelyének vezetője) tervei alapján épült, korszerűbb szerkezetű vashídra cserélték, amikor a forgalom növekedése ezt szükségessé tette. A pályaudvarhoz közlekedő Lóvasút villamosítása kapcsán 1899-ben a hidat két méterrel kiszélesítették, az útpálya szélessége így 5,6-ról 7,6 m-re nőtt, míg a támaszköz 40 m-t tett ki. A maga idejében ez számított Temesvár legszebb hídjának.
1931-re ez is jelentősen átrozsdásodott, ezért Adrian Suciu és Polan János tervei alapján új fémhíd épült helyette, melyet azonban 1944-ben az amerikaiak lebombáztak. A háború után csak ideiglenes megoldásokra (komp, pontonhíd, fahíd) futotta.
1957-ben készült végül el M. Minulescu tervei alapján a mai vasbetonhíd. Funckcionalitásra törekvő, esztétikai értékkel nem rendelkező átkelő, mely villamos-, közúti és gyalogosforgalmat bonyolít. Jelenlegi nevét 2017-ben kapta.